# 1. ŽNL Primorsko-goranska 2014./15.
Ovaj članak je podtema članka: 5. rang HNL-a 2014./15.

1. ŽNL Primorsko-goranska u sezoni 2014./15. je predstavljala prvi stupanj županijske lige u Primorsko-goranskoj županiji, te ligu petog stupnja hrvatskog nogometnog prvenstva. 
 
Sudelovalo je ukupno 14 klubova, a prvak je bio "Orijent 1919" iz Rijeke. 

## Ljestvica
| mj. | klub                     | ut.      | pob.     | ner.     | por.     | gol+     | gol-     | bod      | bod-     |
| --- | ------------------------ | -------- | -------- | -------- | -------- | -------- | -------- | -------- | -------- |
| 1.  | Orijent 1919 Rijeka      | 24       | 18       | 5        | 1        | 65       | 18       | 59       |          |
| 2.  | Lokomotiva Rijeka        | 24       | 17       | 3        | 4        | 69       | 25       | 54       |          |
| 3.  | Cres                     | 24       | 13       | 8        | 3        | 43       | 24       | 47       |          |
| 4.  | Klana                    | 24       | 10       | 8        | 6        | 35       | 29       | 37       | -1       |
| 5.  | OŠK Omišalj              | 24       | 10       | 4        | 10       | 51       | 39       | 34       |          |
| 6.  | Draga (Mošćenička Draga) | 24       | 7        | 11       | 6        | 39       | 30       | 32       |          |
| 7.  | Kraljevica               | 24       | 8        | 7        | 9        | 42       | 31       | 31       |          |
| 8.  | Lovran                   | 24       | 7        | 6        | 11       | 31       | 40       | 27       |          |
| 9.  | Rječina Dražice          | 24       | 6        | 8        | 10       | 43       | 50       | 25       |          |
| 10. | Mune                     | 24       | 6        | 5        | 13       | 35       | 47       | 23       |          |
| 11. | Borac Bakar              | 24       | 7        | 7        | 10       | 31       | 38       | 22       | -6       |
| 12. | Zamet Rijeka             | 24       | 5        | 5        | 14       | 24       | 50       | 20       |          |
| 13. | Rab                      | 24       | 3        | 1        | 20       | 15       | 102      | 9        | -1       |
|     | Goranin Delnice          | odustali | odustali | odustali | odustali | odustali | odustali | odustali | odustali |

## Rezultatska križaljka
| kratica | klub                     | BOR | CRES | DRA | KLA | KRA | LOK | LOV | MUNE | ORI | OŠK | RAB | RJE | ZAM | GOR |
| --- | ------------------------ | --- | ---- | --- | --- | --- | --- | --- | ---- | --- | --- | --- | --- | --- | --- |
| BOR | Borac Bakar              |     |      |     |     |     |     |     |      |     |     |     |     |     |     |
| CRES | Cres                     |     |      |     |     |     |     |     |      |     |     |     |     |     |     |
| DRA | Draga (Mošćenička Draga) |     |      |     |     |     |     |     |      |     |     |     |     |     |     |
| KLA | Klana                    |     |      |     |     |     |     |     |      |     |     |     |     |     |     |
| KRA | Kraljevica               |     |      |     |     |     |     |     |      |     |     |     |     |     |     |
| LOK | Lokomotiva Rijeka        |     |      |     |     |     |     |     |      |     |     |     |     |     |     |
| LOV | Lovran                   |     |      |     |     |     |     |     |      |     |     |     |     |     |     |
| MUNE | Mune                     |     |      |     |     |     |     |     |      |     |     |     |     |     |     |
| ORI | Orijent 1919 Rijeka      |     |      |     |     |     |     |     |      |     |     |     |     |     |     |
| OŠK | OŠK Omišalj              |     |      |     |     |     |     |     |      |     |     |     |     |     |     |
| RAB | Rab                      |     |      |     |     |     |     |     |      |     |     |     |     |     |     |
| RJE | Rječina Dražice          |     |      |     |     |     |     |     |      |     |     |     |     |     |     |
| ZAM | Zamet Rijeka             |     |      |     |     |     |     |     |      |     |     |     |     |     |     |
| GOR | Goranin Delnice          |     |      |     |     |     |     |     |      |     |     |     |     |     |     |
| |                          |     |      |     |     |     |     |     |      |     |     |     |     |     |     |
| podebljan rezultat - utakmice od 1. do 13. kola (1. utakmica između klubova) rezultat normalne debljine - utakmice od 14. do 26. kola (2. utakmica između klubova) rezultat nakošen - nije vidljiv redoslijed odigravanja međusobnih utakmica iz dostupnih izvora rezultat smanjen * - iz dostupnih izvora nije uočljiv domaćin susreta prekrižen rezultat - poništena ili brisana utakmica p - utakmica prekinuta 3:0 p.f. / 0:3 p.f. - rezultat 3:0 bez borbe n.i. - nije igrano |                          |     |      |     |     |     |     |     |      |     |     |     |     |     |     |

 Izvori: 

## Vanjske poveznice
- nspgz.hr - Nogometni savez primorsko-goranske županije
- sportcom.hr, Prva županijska